# Gomphidictinus
Gomphidictinus is een geslacht van libellen (Odonata) uit de familie van de rombouten (Gomphidae).

## Soorten
Gomphidictinus omvat twee soorten:
- Gomphidictinus perakensis (Laidlaw, 1902)
- Gomphidictinus kompieri  Karube, 2016